# Gravitációs domb

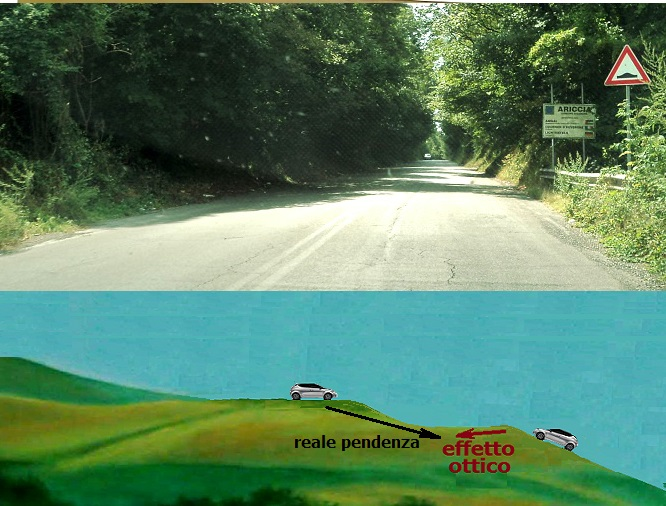
Az illúzió magyarázata

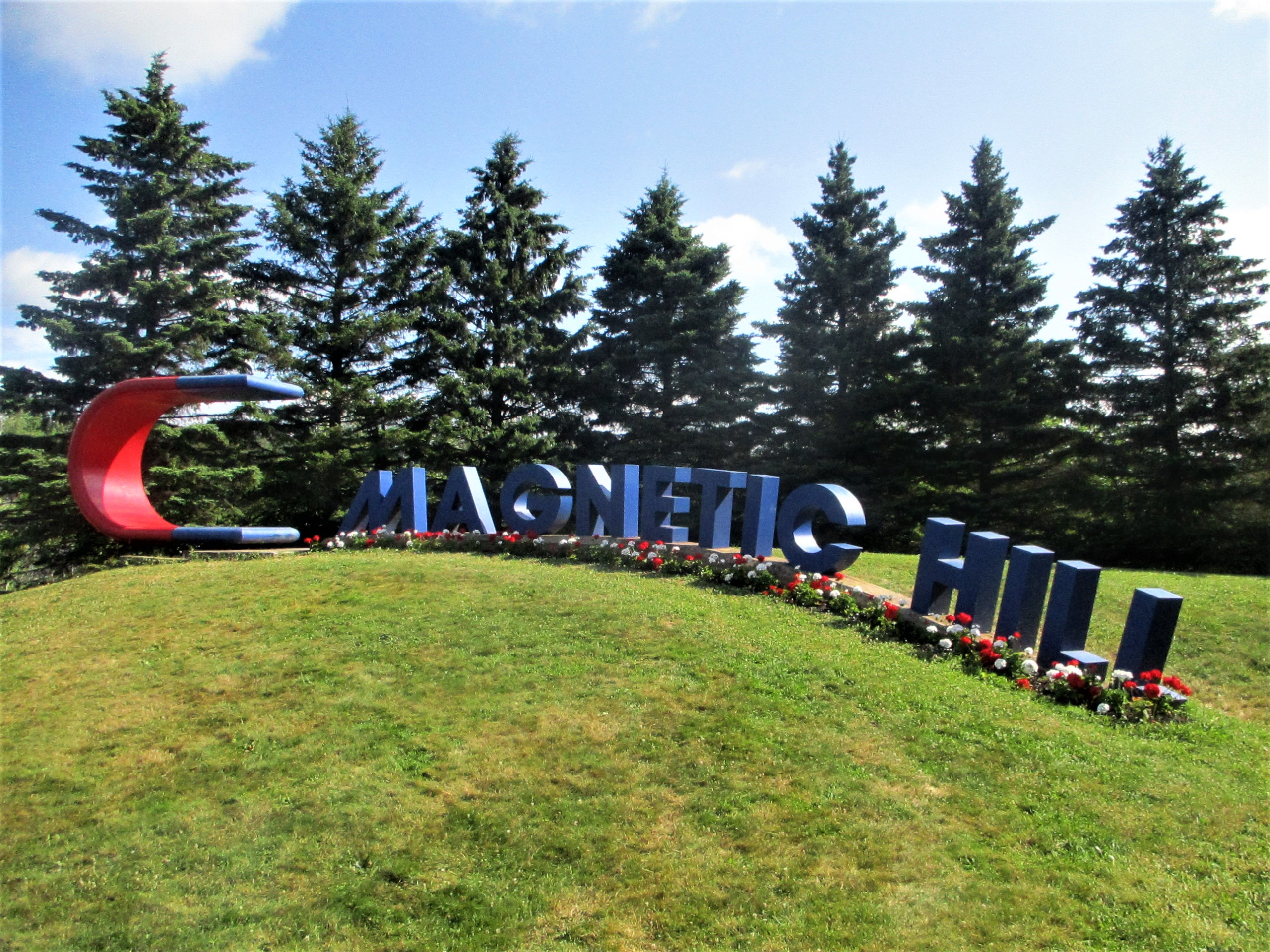
Gravitációs domb, Moncton, Kanada

A gravitációs domb egy optikai csalódás, melynél a megfigyelő úgy érzékeli, hogy tárgyak, folyadékok külső behatás nélkül maguktól felfelé haladnak illetve folynak egy emelkedőn (például „gépkocsik üresbe tett sebességváltóval felfelé gurulnak a dombon”). Ismert a mágneses domb elnevezés is, mivel egyes magyarázatok mágneses erőknek tulajdonítják a mozgást.
Már 1800 körül feljegyeztek ilyen megfigyeléseket.

## Tudományos magyarázat
A valóságban a hely voltaképpen lejt, ám a környezet miatt (hiányzó láthatár, különböző szögű lejtők, esetleg ferdén növő fák) az alkalmi megfigyelő emelkedőként érzékeli. Az illúzió legfőbb oka az eltakart vagy torzult láthatár.
A gravitációs domb fordítottja a kerékpárosok körében ismert „hamis sík”, mikor a vízszintesnek látszó szakasz valójában emelkedő.

## Alternatív magyarázatok
Az alternatív magyarázatok közé tartozik a mágneses erőterek jelenléte, természetfeletti jelenségek, földönkívüliek, kozmikus sugárzás.
Több gravitációs domb turistalátványosságként szolgál, a helyi hatóságok pedig táblákat, szobrokat helyeztek el az úgynevezett emelkedőknél.